# André Patry
Pour les articles homonymes, voir Patry.
André Patry, né le 22 novembre 1902 à Alles-sur-Dordogne et mort le 20 juin 1960, est un astronome français.

## Biographie
Il fut orphelin très jeune et commença à travailler à l'observatoire de Nice dès l'âge de 17 ans.
Il étudiait les astéroïdes et en découvrit quelques-uns. 
En 1935, il reçoit le prix Damoiseau, attribué par l'Académie des sciences, conjointement avec Guy Reiss. 

## Hommage
L'astéroïde (1601) Patry, découvert par Louis Boyer le 18 mai 1942, porte son nom.

## Astéroïdes découverts
| (1509) Esclangona | 21 décembre 1938 |
| (1510) Charlois   | 22 février 1939  |
| (1515) Perrotin   | 15 novembre 1936 |
| (1516) Henry      | 28 janvier 1938  |
| (1539) Borrelly   | 29 octobre 1940  |
| (1756) Giacobini  | 24 décembre 1937 |
| (1797) Schaumasse | 15 novembre 1936 |
| (3142) Kilopi     | 9 janvier 1937   |
| (4162) SAF        | 24 novembre 1940 |